# 道ジュネー
道ジュネー（みちじゅねー）とは、沖縄県でエイサーとともに行われている先祖供養のために行う芸能や祭りでの練り行列である。

## 概要
元々、沖縄の芸能は祭祀と密接な関係をもつ。これもその一つである。沖縄のお盆は、旧暦 の7月13日～15日の3日間にかけて行われる。13日をあの世から祖先をお迎えする日として「ウンケー」、お盆の中日の14日を「ナカヌヒ」、15日をお盆にいらしたご先祖様をお送りする日として「ウークイ」と呼んでいる。お盆最終日に先祖供養のために集落の通りを列をなし、練り歩くことを「道ジュネー」と言う。
村での奉納芸能を行う前に、村の御嶽や拝所の神々に顔見世をすることが目的である。

## 構成
旗頭を先頭に、踊り神である獅子、弥勒、長者の大主と続き、踊り手、神人、村役人たちが大行列をつくり、音楽を奏しながら村を練り歩く。旗頭を先頭とした一団 は、地域の各戸を回り、それぞれの家の祖先の霊が無事に後生(グソー、「あの世」の意)に戻れることを祈願することを述べ、エイサーを踊る。踊りが一段落すると一団は酒や金を受け取って次の家へ向かい、祈願と踊りを繰り返す。

## 語源
```
「
道ジュネー
」の「ジュネ」は、沖縄の
古語
の「巡る、連なる」の意に由来するのではないかと考えられている。ジュネ(巡回)するという由来に基づき、
先祖供養
を目的とした芸能や祭りで集落を練り歩く「道ジュネー」が行われている。シママーイ (シマ=地域、マーイ=回り)ともいう
[
4
]
。
```

## 現在
現在では、練り歩かずに仮設舞台の上を一巡して済ませる場合もある。また、旧盆中であれば昼夜を問わずに行われることや、お盆の迎え(ウンケー)から数夜連続で行われることもある。また、この「道ジュネー」の際に各家から寄付金が寄せられ、青年会活動の重要な資金源となっている。
戦前は、各家庭を一軒ずつエイサーを踊ることが多かったが、現在では家々の面する道や広場で行うことが一般的である
この「道ジュネー」の際に各家から寄付金が寄せられ、青年会活動の重要な資金源となっている。
さらに、「道ジュネー」は沖縄全島エイサーまつりの前夜祭のイベントとしても行われるようになっている。